# Валя-Римнікулуй
Валя-Римнікулуй (рум. Valea Râmnicului) — село у повіті Бузеу в Румунії. Адміністративний центр комуни Валя-Римнікулуй.
Село розташоване на відстані 127 км на північний схід від Бухареста, 29 км на північний схід від Бузеу, 77 км на захід від Галаца, 116 км на схід від Брашова.

## Населення
За даними перепису населення 2002 року у селі проживали 2157 осіб, усі — румуни. Усі жителі села рідною мовою назвали румунську.